# José Alberto Mendoza
José Alberto Mendoza Posas (Olanchito, 21 luglio 1989) è un calciatore honduregno, portiere del Vida.

## Carriera

### Club
Ha giocato 4 partite nella CONCACAF Champions League; ad eccezione di una parentesi nell'Est. Mérida, con cui nel 2016 ha giocato 5 partite nella prima divisione venezuelana, ha trascorso il resto della carriera nella prima divisione honduregna.

### Nazionale
Ha fatto parte della nazionale Under-20 del suo Paese; è stato inoltre tra i convocati ai Giochi Olimpici di Londra 2012, nei quali ha esordito il 26 luglio nella partita pareggiata contro il Marocco per 2-2. Con la nazionale maggiore ha partecipato alla CONCACAF Gold Cup 2013, nella quale non è mai sceso in campo.